# Thalgo Australian Women's Hardcourts 2001
Il Thalgo Australian Women's Hardcourts 2001 è stato un torneo di tennis giocato sul cemento. È stata la 5ª edizione del torneo di Gold Coast, che fa parte della categoria Tier III nell'ambito del WTA Tour 2001. Si è giocato a Gold Coast in Australia, dal 31 dicembre 2000 al 6 gennaio 2001.

## Campionesse

### Singolare
Justine Henin ha battuto in finale  Silvia Farina Elia con il punteggio di 7–6(5), 6–4.

### Doppio
Giulia Casoni /  Janette Husárová hanno battuto in finale  Katie Schlukebir /  Meghann Shaughnessy con il punteggio di 7–6(9), 7–5.